# Alcorisa
Alcorisa è un comune spagnolo di 3 276 abitanti situato nella comunità autonoma dell'Aragona.